# Daly Santana
Daly Elis Santana Morales (Corozal, 19 febbraio 1995) è una pallavolista portoricana, schiacciatrice della LOVB Madison.

## Carriera

### Club
La carriera di Daly Santana inizia a livello giovanile nella formazione dell'AVOLI. Dopo aver fatto l'esordio da professionista nella Liga de Voleibol Superior Femenino 2011 con le Llaneras de Toa Baja, si trasferisce negli Stati Uniti d'America per motivi di studio, prendendo parte alla Division I NCAA dal 2012 al 2015 con la Minnesota, raggiungendo la Final 4 durante il suo ultimo anno e raccogliendo diversi riconoscimenti individuali.
Terminata la carriera universitaria, torna a giocare a Porto Rico nella stagione 2016, ingaggiata dalle neonate Capitalinas de San Juan, con le quali raggiunge la finale scudetto, venendo inoltre premiata come MVP della regular season e rising star, oltre che inserita nello All-Star Team.
Nella stagione 2016-17 va a giocare in Francia, difendendo i colori dell'ASPTT Mulhouse in Ligue A, vincendo lo scudetto e venendo premiata come miglior schiacciatrice del torneo. Nella stagione seguente si trasferisce in Italia, disputando la Serie A1 con il San Casciano: dopo un triennio nella formazione toscana, per il campionato 2020-21 si trasferisce al Türk Hava Yolları, in Sultanlar Ligi; al termine degli impegni con la formazione turca, partecipa alla Liga de Voleibol Superior Femenino 2021 con le Pinkin de Corozal.
Nel corso della stagione 2021-22 approda alle IBK Altos, in Corea del Sud, dove prende parte alla V-League; conclusi gli impegni con le asiatiche, è di scena nella Liga de Voleibol Superior Femenino 2022 con le Pinkin de Corozal, conquistando lo scudetto, mentre nella stagione seguente torna in forza alle IBK Altos. Nel campionato 2023-24 gioca in V.League Division 1 con le giapponesi delle PFU BlueCats, che lascia per motivi personali all'inizio del 2024, accasandosi nuovamente nelle Pinkin de Corozal per la Liga de Voleibol Superior Femenino 2024.
Torna poi negli Stati Uniti, dove viene ingaggiata dalla LOVB Madison per la prima edizione della League One Volleyball.

### Nazionale
Fa parte dal 2010 al 2011 della nazionale portoricana Under-18, vincendo la medaglia di bronzo al campionato nordamericano 2010; con la selezione Under-20 viene invece premiata come miglior servizio alla Coppa panamericana 2013.
Dal 2011 gioca per la nazionale portoricana maggiore, con cui in seguito vince la medaglia d'argento alla Coppa panamericana 2016 e quella di bronzo nell'edizione seguente del torneo. Vince successivamente altre due medaglie di bronzo alla Volleyball Challenger Cup 2018 e ai XXIII Giochi centramericani e caraibici.

## Palmarès

### Club
- Campionato francese: 1

2016-17
- Campionato portoricano: 1

2022

### Nazionale (competizioni minori)
- Campionato nordamericano Under-18 2010
- Coppa panamericana 2016
- Coppa panamericana 2017
- Volleyball Challenger Cup 2018
- Giochi centramericani e caraibici 2018

### Premi individuali
- 2012 - NCAA Division I: West Lafayette Regional MVP
- 2013 - Coppa panamericana Under-20: Miglior servizio
- 2015 - All-America First Team
- 2015 - NCAA Division I: Des Moines Regional All-Tournament Team
- 2016 - Liga de Voleibol Superior Femenino: MVP della regular season
- 2016 - Liga de Voleibol Superior Femenino: Rising star
- 2016 - Liga de Voleibol Superior Femenino: All-Star Team
- 2017 - Ligue A: Miglior schiacciatrice
- 2018 - Qualificazioni alla Volleyball Challenger Cup: Miglior realizzatrice